# Atilla Kaya
Pour les articles homonymes, voir Kaya.
 (juillet 2023).
Atilla Kaya (né le 8 mars 1964 à Istanbul et décédé le 13 février 2008 dans cette même ville) est un musicien turc. C'est un artiste d'arabesques et de musique de taverne.

## Biographie

### Enfance et carrière
Atilla Kaya naît le 8 mars 1964 à Istanbul. Il est diplômé du département de musique artistique turque du Conservatoire d'État de l'université d'Istanbul. En 1984, alors qu'il avait 20 ans, il sort son premier album intitulé Komşu Kızı. Cependant, il obtient son véritable succès avec l'album Taverna'da Virtüöz 89 sorti en 1988. Cet album se vend à plus d'un million d'exemplaires et la chanson Adını Yollara Yazdım devient l'une des chansons à succès de l'époque. Un autre artiste célèbre, Cengiz Kurtoğlu, déclare dans une interview qu'il avait été le pianiste assistant d'Atilla Kaya pendant de nombreuses années .

### Maladie et décès
Atilla Kaya perd rapidement sa renommée, qu'il a attrapée à un jeune âge, et n'a pas pu se débarrasser de la cirrhose, qu'il a attrapée en raison d'une dépendance à l'alcool. Il est opéré à la suite d'une infection au platine de sa jambe, et il n'a pas pu sortir de la chirurgie en raison d'une insuffisance hépatique et meurt le 13 février 2008, à l'âge de 44 ans, à Istanbul,.
Il est enterré au cimetière Büyükçekmece Mimar Sinan.

## Discographie
| Année | Titre                                   | Label            | Remarques     |
| ----- | --------------------------------------- | ---------------- | ------------- |
| 1984  | Komşu Kızı                              | Esen Müzik       |               |
| 1985  | Yılın Şarkılarıyla                      | Esen Müzik       |               |
| 1986  | Seni Sevmeyen Ölsün                     | Disko Plak       |               |
| 1987  | Falcı                                   | Esen Müzik       |               |
| 1987  | Sev Dostum                              | Esen Müzik       |               |
| 1987  | Gülsene Güzel                           | Disko Plak       |               |
| 1988  | Tavernada Virtüöz 89                    | Disko Plak       |               |
| 1989  | Liselim                                 | Barış Müzik      |               |
| 1989  | Süper Konser                            | Çimen Plak       | Album live    |
| 1989  | Issız Geceler                           |                  |               |
| 1990  | Beni Yolcu Et                           | Barış Müzik      |               |
| 1990  | Tavernada Düğün 90                      | Aziz ve Jet Plak | album-concert |
| 1991  | Süper 91 / Birkaç Gün Sabret            | Cem Plak         |               |
| 1991  | Güle Güle Yabancı / Seven İnsan Unutmaz | Arna Müzik       |               |
| 1991  | Sebebi Sensin                           |                  |               |
| 1992  | Aşk Uğruna                              | Cem Plak         |               |
| 1992  | 92 Konseri                              | Cinan Plak       | Album live    |
| 1992  | Tavernada Virtüöz 92                    | Disco Plak       |               |
| 1993  | Okul Yılları                            | Barış Müzik      |               |
| 1995  | Gücüm Yetmiyor / El Salla               | Kanbay Müzik     |               |
| 1996  | Virtüöz 2                               | Kanbay Müzik     |               |